# Ciriaco Contreras
Ciriaco Contreras (Hacienda de Hualquén, Talca-Santiago, 8 de noviembre de 1901) fue un bandolero chileno, uno de los más famosos del siglo XIX. Operando siempre en el actual territorio de la Región del Maule, desarrolló un complejo sistema de préstamos forzosos a los hacendados bajo amenaza de asalto a la casa patronal.
Después de casarse en Talca en 1857, pasó a San Fernando poniendo un negocio carnicero. Fue en este momento cuando se encontró involucrado en un proceso de cuatrerismo y condenado a cinco años de reclusión, bajo la acusación de encubridor.
Al recobrar su libertad, se encontró rechazado, se estableció en Rancagua y más tarde en Chillán, pero en una reyerta entre un grupo de jinetes borrachos terminó dando muerte a uno de ellos por lo que se vio obligado a huir.
A partir de este suceso fue perseguido e intentó establecerse en San Javier en un negocio de carretas fletadoras para el comercio minorista entre Talca y Parral, pero fue descubierto, por lo que renunció al trabajo organizado, dedicándose a pequeñas transacciones de ganado, que le puso en contacto con otros forajidos, convirtiéndose más tarde en jefe de una banda dedicada al cuatrerismo, al robo y al pillaje, asaltando caravanas de comerciantes y librando batallas con los policías rurales.
Su fama de bandido caballeroso y amigo de los campesinos pobres fue creciendo con el tiempo, amparada en el hecho de que siempre respetó a estos últimos, llegando en ocasiones a ayudarlos económicamente. Su influencia llegó a tal grado que, tras prestar servicios a varios políticos locales, entró a la policía de Santiago como director de la «Sección de Seguridad», de la que tuvo que salir tras la guerra civil de 1891, en la que apoyó al presidente José Manuel Balmaceda.
Ciriaco Contreras, nuevamente después de la Guerra del Pacífico, había retomado sus funciones como policía.
En 1901 era comerciante. Murió el 8 de noviembre de ese año en calle Pajaritos, atropellado por un tren. Tenía 73 años, y era viudo de Carmen Rojas. Fue sepultado en el Cementerio General.